# Floresbrilvogel
De floresbrilvogel (Heleia crassirostris) is een zangvogel uit de familie Zosteropidae (brilvogels).

## Verspreiding en leefgebied
Deze soort is endemisch op de Indonesische eilanden Flores en Sumbawa.

## Status
De grootte van de populatie is niet gekwantificeerd maar de soort wordt omschreven als schaars tot plaatselijk vrij algemeen. Op de Rode lijst van de IUCN heeft deze soort de status niet bedreigd.